# Brassicales
Brassicales Bromhead è un ordine di angiosperme eudicotiledoni classificato nel clade Eurosidi II, introdotto a partire dalla Classificazione APG II.

## Tassonomia
La Classificazione APG IV attribuisce all'ordine Brassicales le seguenti famiglie:
- Akaniaceae Stapf
- Bataceae Mart. ex Perleb
- Brassicaceae Burnett (= Cruciferae)
- Capparaceae Juss.
- Caricaceae Dumort.
- Cleomaceae Bercht. & J.Presl
- Emblingiaceae Airy Shaw
- Gyrostemonaceae A.Juss.
- Koeberliniaceae Engl.
- Limnanthaceae R.Br.
- Moringaceae Martinov
- Pentadiplandraceae Hutch. & Dalziel
- Resedaceae Martinov (include Borthwickiaceae J.X.Su et al., Stixidaceae Doweld e Forchhammeria Liebm)
- Salvadoraceae Lindl.
- Setchellanthaceae Iltis
- Tovariaceae Pax
- Tropaeolaceae Juss. ex DC.

Il sistema Cronquist considerava Brassicaceae, Capparaceae, Tovariaceae, Resedaceae e Moringaceae come appartenenti all'ordine Capparales.